# Lonesome Luke, Plumber
Lonesome Luke, Plumber (anche Luke's Plumbing Blunders o Lonesome Luke's Plumbing Mishaps) è un cortometraggio muto del 1917 prodotto e diretto da Hal Roach. Interpretato da Harold Lloyd, il film fa parte della serie di comiche che avevano come protagonista il personaggio di Lonesome Luke.

## Produzione
Il film fu prodotto da Hal Roach per la Rolin Films. Venne girato dal 20 ottobre all'8 novembre 1916.

## Distribuzione
Distribuito dalla Pathé Exchange, il film - un cortometraggio in due bobine - uscì nelle sale cinematografiche USA il 17 giugno 1917. La Pathé Frères lo distribuì in Francia nel settembre 1918 con il titolo Lui... plombier.